# 1999 HR2
1999 HR2 är en asteroid i huvudbältet som upptäcktes den 16 april 1999 av Beijing Schmidt CCD Asteroid Program vid Xinglong-observatoriet.
Asteroiden har en diameter på ungefär 16 kilometer.